# Ducula goliath
Ducula goliath е вид птица от семейство Гълъбови (Columbidae). Видът е почти застрашен от изчезване.

## Разпространение
Видът е разпространен в Нова Каледония.